# Святки
Святки (Святі дні, Коляда) — дванадцять днів після свята Різдва Христового до свята Богоявлення (Водохреща) в слов'ян. «Зимові свята» тривають від 24 грудня до 6 січня. Це період так званого зимового повороту сонця. За слов'янським уявленнями це зустріч нового сонячного року, а звідси і свято народження Сонця — найзнаменніше зимове свято, що об'єднувалося цілим каскадом обрядових дій. Усі вони так чи інакше стосувалися завершення хліборобського циклу, що підтверджують численні ритуалізовані дійства (кутя, посівання зерном, виготовлення Дідуха тощо).
У давнину різдвяні святки в Україні тривали з 24 грудня до 6 січня. Це було головне зимове багатоденне свято. Протягом цього часу українці вітали один одного з Різдвом, бажали доброго врожаю, щедрого року, багатства і добробуту у дім господарів. А щоб всі побажання втілювалися у життя, існували свої традиції і звичаї, які передавалися з покоління в покоління. Цей час був коротким перепочинком в сільських роботах, короткочасним періодом відносного достатку у більшості сімей і супроводжувався масовими народними звеселяннями. 

## Етимологія та назви
Святки (від прасл. *svętъ, *svętъjь) — праслов'янське слово, що означає святі, святкові дні. Множина вказує, що свято триває не один день (порівн.: Великодній тиждень, Зелені свята).
- в.-болг. мръсни дни (нощи), погани дни; з.-болг. некрстени дни, некрштены дани; у Родопах — караконджерови дни, дяволски деня, вампирски де́н’ове, поганските дни, буганите дене.
- зах.-біл. калядныя святкі; між каляд, поміж каляд; або калядныя святкi, калядныя нядзелi;
- зх.-пол. укр. коля́да, ко́ляды, свички́, святы́е вечо́ры, роздвяны́е свята́, Рожество;
- пол. Gody, Godnie Święta, Szczodre Gody, świeczki, święte wieczory;
- рос. святки, святые вечера, свечки, коля́ды, колёды, рожествя́нские свя́тки (брян.), цветьё (Удмуртія)[3], окрутники (новг.)[4], кудеса (новг., вологод.), субботки (псков.);
- словац. Vianoce, Hody, sviatky;
- словен. Volčje noči (штир.);
- сербохорв. nekršteni dani;
- чеськ. Vánoce («святі ночі»), Hody;

## Список

### Марії
На другий день Різдва (26 грудня), святкують Марії, Святої родини (Ісуса, Марії і Йосифа), по-церковному — Собор Пресвятої Богородиці.

Обрядодій у ці дні не виконують, лише співають колядки, показують вертеп, ходять вітати іменинників — Марію.

### Стефана
На третій день Різдва (27 грудня), святкують Стефана, першого християнського першомученика. Святий Стефан у народі шанувався як покровитель домашньої худоби, особливо коней. Цього дня господарі винаймали пастухів на наступний сезон. Для цього влаштовували спільну трапезу. Коней на Стефана поїли й годували з срібного посуду.

### Щедрий вечір
Щедрий вечір — друге свято різдвяного циклу через тиждень (31 грудня) після Коляди. Щедрий вечір — день християнської святої преподобної Меланії. Цей день ще називали Маланки. За традицією, святкування супроводжувалося обходом хат із побажанням людям щастя, здоров'я і добробуту в Новому Році, готуванням щедрої куті. Щедрують теж театралізованими групами: «Меланка» і «Василь» та «Ряжені».

#### Свято Маланки
Свято Маланки відоме на Монастирищині, воно досі збережене на придністровській частині Тернопільщини. Обряд «Маланки» бере свій початок із дохристиянських часів.

### Водохреща. Йордан
Водохреща (водосвяття) — третє свято різдвяного циклу. Свято пов'язане з культом води та поклоніння Дані[джерело?], про що свідчить його народна назва Йордан, або Ярдань — «осонцення води». Із утвердженням християнства воно набуло нового змісту і за співзвучністю назви почало асоціюватись із хрещенням Ісуса Христа у річці Йордан.